# Turfmarkt 12 (Gouda)

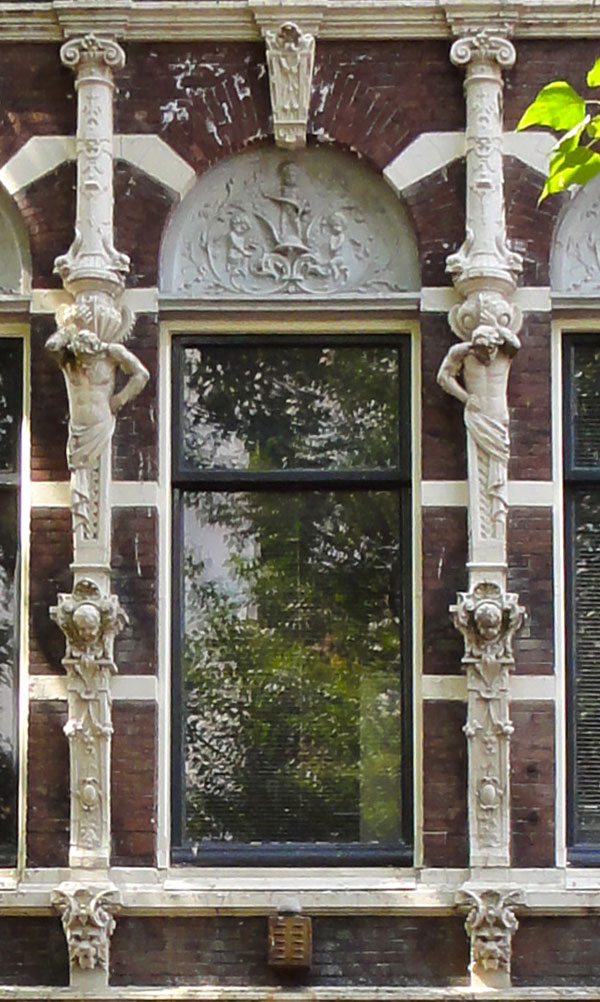
Detail van de voorgevel met twee van de vijf penanten en midden boven het raam, een boogveld met putti

Het pand aan de Turfmarkt 12 is een, in een neorenaissancestijl door de architect Hendrik Jan Nederhorst ontworpen, monumentaal pand in Gouda.

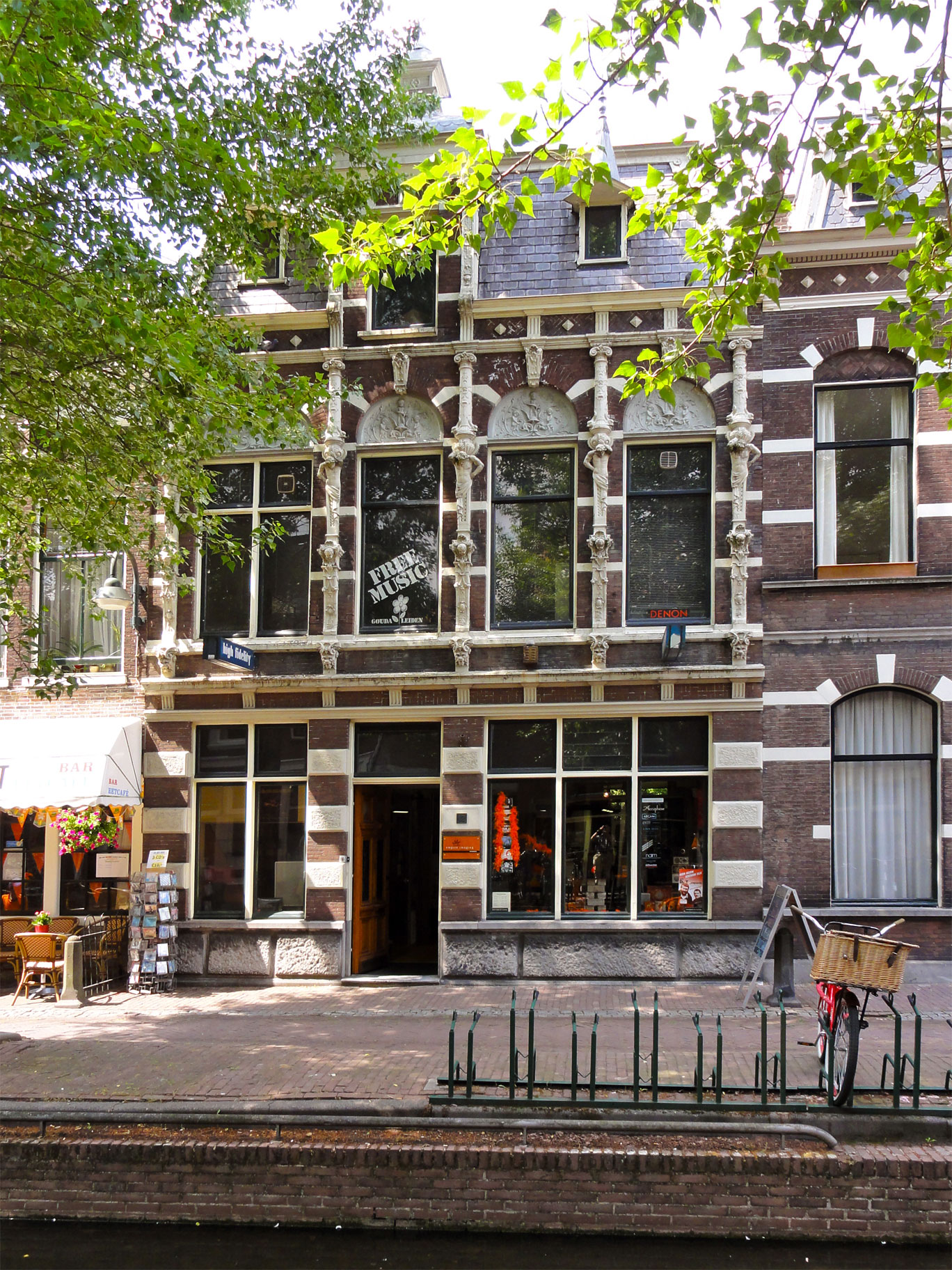
Turfmarkt 12, ontworpen in 1897 voor een makelaar in effecten, vanaf 1907 het kantoor van de architect Nederhorst

Nederhorst ontwierp en bouwde het pand in 1897 voor de makelaardij in effecten Knox en Dortland. Tien jaar later, in 1907, besloot hij om het pand zelf te gaan gebruiken als kantoor voor zijn bedrijf. De neorenaissancebouwstijl is kenmerkend voor het werk van Nederhorst in die periode in Gouda. De voorgevel is rijk gedecoreerd met fantasiekapitelen in maniëristische trant. In de vijf vensterpenanten dragen figuren van atlanten vijf zuilen. De penanten zelf rusten op vijf leeuwenkoppen. De vier boogvelden boven de ramen op de verdieping zijn versierd met putti in haut-reliëf.
Bij de verbouwing tot winkel in 1992 werd op de verdieping van het gebouw een stucplafond in neobarokke trant weer zichtbaar. Het plafond met voorstellingen van de vier seizoenen werd, na ontdekking, gerestaureerd. Waarschijnlijk was dit de vroegere directeurskamer.
Het pand is erkend als een rijksmonument.